# Guilty (album Barbra Streisand)
Guilty è un album pubblicato da Barbra Streisand nel 1980.

## Descrizione
La Streisand ha chiesto a Barry Gibb, leader dei Bee Gees, di scrivere per lei un album che ha raggiunto la prima posizione nella Billboard 200 per tre settimane ed è diventato il suo disco più venduto fino ad oggi con vendite di oltre 15 milioni di copie. In altri paesi è arrivato primo in Australia, Austria, Paesi Bassi, Finlandia, Francia, Italia, Nuova Zelanda, Norvegia, Spagna, Svezia, Svizzera e Regno Unito, terzo in Canada e quarto in Germania.
La title track (Guilty), un duetto tra Streisand e Gibb, ha vinto il Grammy Award per la Miglior Performance Pop di un Duo o Gruppo con Vocal nel 1981 ed ha raggiunto la terza posizione nella classifica Billboard Hot 100. Il primo singolo Woman in Love è diventato uno dei brani di maggior successo della carriera musicale della Streisand ed è rimasto tre settimane alla prima posizione nella classifica di Billboard. What Kind of Fool, un altro duetto con Gibb, ha raggiunto la decima posizione.

## Tracce

### Lato A
1. Guilty (Barry Gibb, Maurice Gibb, Robin Gibb) - 4:23
2. Woman in Love (B. Gibb, R. Gibb) - 3:49
3. Run Wild (B. Gibb, R. Gibb) - 4:06
4. Promises (B. Gibb, R. Gibb) - 4:20
5. The Love Inside (B. Gibb) - 5:08

### Lato B
1. What Kind of Fool (B. Gibb, Albhy Galuten) - 4:06
2. Life Story (B. Gibb, R. Gibb) - 4:38
3. Never Give Up (B. Gibb, A. Galuten) - 3:44
4. Make It Like A Memory (B. Gibb, A. Galuten) - 7:28

## Musicisti
Dati ricavati dalla scheda dell'album sul sito Discogs, sezione edizione US.
- Barbra Streisand - voce
- Barry Gibb - canto in duetto (tracce 1 e 6), chitarra acustica, cori, arrangiamento degli archi e dei fiati
- Peter Graves - arrangiamento dei fiati, trombone (tracce 4, 6, 7 e 9)
- Mike Katz - trombone (tracce 6 e 7)
- Russ Freeland – trombone (tracce 6 e 7)
- Harold Cowart - basso (tracce 1-4, 6, 8 e 9)
- David Hungate - basso (traccia 7)
- Gene Orloff - mediatore musicale (archi)
- Steve Gadd - batteria (tracce 1-4, 6, 8 e 9)
- Bernard Lupe – batteria (tracce 2, 6 e 7)
- Dennis Bryon - batteria (traccia 7)
- Richard Tee – piano elettrico (tracce 1-3, 5, 6, 8 e 9), clavinet (traccia 8)
- Lee Ritenour - chitarra elettrica (tracce 4 e 7)
- Cornell Dupree – chitarra elettrica (tracce 1, 8 e 9)
- George Terry - chitarra elettrica (tracce 1, 3, 4, 8 e 9)
- Pete Carr - chitarra elettrica (tracce 2, 6 e 9)
- George Bitzer – pianoforte gran coda (tracce 1, 4, 6 e 7)
- Joe Lala – percussioni (tracce 1, 2, 4, 7 e 9)
- Albhy Galuten - arrangiamento degli archi e dei fiati, sintetizzatore (tracce 4-7)
- George Bitzer - sintetizzatore (tracce 5, 7 e 8)
- Brett Murphey - tromba (tracce 4, 6, 7 e 9)
- Ken Faulk – tromba (tracce 4, 6, 7 e 9)
- Jerry Peel - corno francese (tracce 2 e 3)
- Denise Maynelli - cori (tracce 2 e 5)
- Marti Mccall - cori (tracce 2 e 5)
- Myrna Mathews - cori (tracce 2 e 5)
- Whit Sidner – sassofono baritono (tracce 4 e 9)
- Dan Bonsanti - sassofono tenore (tracce 4 e 9)
- Neal Bonsanti – sassofono tenore (tracce 4 e 9)

## Produzione
Dati ricavati dalla scheda dell'album sul sito Discogs, sezione edizione US.
- Barry Gibb - produttore
- Albhy Galuten - produttore
- Karl Richardson – produttore
- Linda Gerrity – coordinatore produzione per The Entertainment Company
- Charles Koppelman - produttore esecutivo
- Don Gehman - ingegnere del suono, missaggio
- Karl Richardson - ingegnere del suono, missaggio
- Dennis Hetzendorfer - assistente ingegnere del suono ai Criteria Studios
- Michael Guerra - assistente ingegnere del suono ai Criteria Studios
- Sam Taylor - assistente ingegnere del suono ai Criteria Studios
- Robert Shames - assistente ingegnere del suono agli studi Digital Magnetics
- Carl Beatty - assistente ingegnere del suono agli studi Mediasound
- Dale Peterson – assistente ingegnere del suono agli studi Middle Ear
- Patrick Von Weigndt - assistente ingegnere del suono agli studi Sound Labs
- Bob Carbone – masterizzazione
- Registrato nei seguenti studi di registrazione: Criteria Studios e Middle Ear di Miami (FL), Sound Labs Studios di Hollywood (CA) e Mediasound Studios di New York.

## Classifiche

### Classifiche settimanali
| Classifica (1980/81) | Posizione massima |
| -------------------- | ----------------- |
| Australia            | 1                 |
| Austria              | 1                 |
| Canada               | 3                 |
| Finlandia            | 1                 |
| Francia              | 1                 |
| Germania             | 4                 |
| Italia               | 1                 |
| Norvegia             | 1                 |
| Nuova Zelanda        | 1                 |
| Paesi Bassi          | 1                 |
| Regno Unito          | 1                 |
| Spagna               | 1                 |
| Stati Uniti          | 1                 |
| Svezia               | 1                 |
| Svizzera             | 1                 |

### Classifiche di fine anno
| Classifica (1980) | Posizione |
| ----------------- | --------- |
| Australia         | 22        |
| Francia           | 8         |
| Nuova Zelanda     | 11        |
| Paesi Bassi       | 2         |
| Regno Unito       | 9         |
| Classifica (1981) | Posizione |
| Australia         | 28        |
| Austria           | 8         |
| Germania          | 21        |
| Italia            | 3         |
| Spagna            | 5         |
| Stati Uniti       | 12        |